# Drassodes uritai
Drassodes uritai är en spindelart som beskrevs av Tang et al. 1999. Drassodes uritai ingår i släktet Drassodes och familjen plattbuksspindlar. Inga underarter finns listade i Catalogue of Life.